# Хамсия
Хамсията (Engraulis encrasicolus) е вид риба от семейство Хамсиеви (Engraulidae), чието месо се консумира.

## Описание
Имат удължено тяло с тъмносин оттенък отгоре, а отдолу са по-белезникави. Муцуната е остра, като долната челюст е по-къса и достига до зад окото. Достигат до 20 cm дължина. Теглото им достига 25 – 30 g. Живеят около 4 – 5 години.

## Разпространение
Обитават източните брегове на Атлантическия океан, Средиземно море, Черно море и Мраморно море, живеят на пасажи. Поради голямото си икономическо значение, популациите на рибата страдат от свръхулов.

## Начин на живот
През януари-март се приближават до бреговете, за да се хранят. През деня плават на 40 – 50 метра дълбочина, а през нощта предпочитат да са по-близо до повърхността. Имат висока толерантност към солеността на водата, като понякога навлизат в лагуни и естуари. Формират пасажи.

## Размножаване
Започват да се размножават след първата си година, като за тази цел предпочитат слабо солени води с температура 18 – 20 °C, на дълбочина 25 – 60 метра. Хвърлят около 40 000 яйца.